# Alleanza Civica (Romania)
Alleanza Civica (in romeno: Alianța Civică, AC) è un'organizzazione non governativa militante per il consolidamento della società civile e dello stato di diritto in Romania.
Nata all'indomani della rivoluzione romena del 1989, tra il 1990 e il 1996 ebbe un ruolo determinante nel rafforzamento del sistema democratico del paese, che usciva da una dittatura comunista durata più di 40 anni e viveva un turbolento periodo di transizione alla democrazia e all'economia capitalista.
Alleanza Civica organizzò numerosi incontri e manifestazioni in ambito politico, pur senza trasformarsi mai in un partito, né partecipando ad alcuna tornata elettorale con la propria sigla. Fu, invece, una delle componenti che contribuirono alla nascita della Convenzione Democratica Romena, coalizione di centro-destra che nel 1996 riuscì ad arrivare al governo. Diversi membri di Alleanza Civica rivestirono incarichi istituzionali di primo piano, come Emil Constantinescu, presidente della Romania dal 1996 al 2000.

## Storia

### Contesto politico e nascita di Alleanza Civica

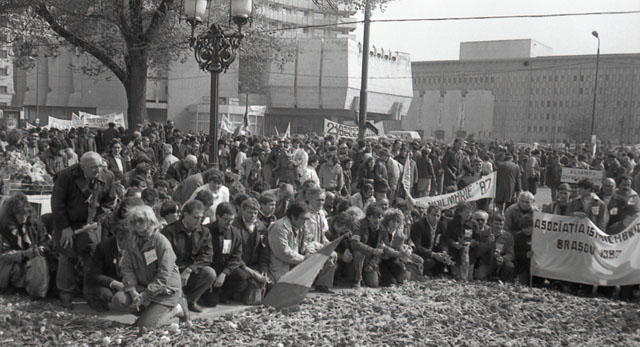
Una manifestazione anti-comunista in Piazza Università a Bucarest nel 1990.

In seguito alla rivoluzione romena del 1989 che rovesciò il regime di Nicolae Ceaușescu il potere fu assunto ad interim da un governo provvisorio (il Consiglio del Fronte di Salvezza Nazionale, CFSN) costituito principalmente da ex membri del Partito Comunista Romeno (PCR) che, nel febbraio 1990, formarono il partito del Fronte di Salvezza Nazionale (FSN), grande gruppo politico che, guidato da Ion Iliescu, dominò la presenza nelle istituzioni e i mezzi di informazione nel primo periodo di transizione alla democrazia. Il FSN vinse con una maggioranza bulgara le prime elezioni celebratesi dopo la caduta della dittatura nel maggio 1990, mentre in parlamento i maggiori partiti liberali e di centro-destra Partito Nazionale Liberale (PNL) e Partito Nazionale Contadino Cristiano Democratico (PNȚCD) rappresentavano delle forze di opposizione minoritarie.
A fronte della debolezza dei partiti politici, diversi gruppi di intellettuali liberali ed europeisti che si opponevano alla struttura del FSN di Iliescu, ritenuta corrotta e vicina alla nomenklatura di stampo sovietico, gettarono le basi per un'organizzazione non governativa con il fine di sostenere l'integrazione europea ed un più netto processo di democratizzazione della Romania. Il 7 novembre 1990, quindi, vide la luce Alleanza Civica (Alianța Civică, AC), tra i cui più attivi membri fondatori figuravano Ana Blandiana e Romulus Rusan. Numerosi suoi militanti avevano partecipato alle ampie manifestazioni antigovernative svoltesi nel corso del 1990, alla golaniada e alle proteste anticomuniste per l'applicazione della Proclamazione di Timișoara. In assenza di un permesso ufficiale da parte delle istituzioni, la prima sede ufficiosa dell'associazione fu la casa di Remus Mistreanu, in Strada Eremia Grigorescu 10 a Bucarest. Tra gli obiettivi principali dei fondatori vi era quello di fronteggiare la riproposizione di strutture totalitarie e la rinascita della polizia politica, che rischiavano di ripresentarsi malgrado la rivoluzione.
Alleanza Civica si autodefiniva un gruppo di «cooperazione tra tutte le energie sociali che sostengono i valori della fiducia, dell'umanesimo e della democrazia». Questa riuniva diverse organizzazioni minori: il Gruppo per il dialogo sociale (Grupul de Dialog Social, GDS), l'Associazione 15 novembre di Brașov (Asociația 15 Noiembrie Brașov), la Solidarietà Universitaria (Solidaritatea Universitară), la Società Timișoara (Societatea Timișoara), la Società Agora di Iași (Societatea Agora Iași), il Gruppo indipendente per la democrazia (Grupul Independent pentru Democrație), l'Associazione Pro-Democrazia (Asociația Pro-Democrația) e oltre 200 intellettuali indipendenti. Alleanza Civica presentò il proprio documento programmatico, la «Dichiarazione di principi», a firma dei 216 membri fondatori sulle pagine di România liberă del 7 novembre 1990. Il documento, che lanciò lo slogan «Non possiamo riuscire se non insieme!» («Nu putem reuși decât împreună!»), aveva tra i propri punti cardine l'affermazione del ruolo della società civile, la riconquista dei valori morali sostenuti nel corso della rivoluzione del 1989, la reale democratizzazione della vita politica e sociale, la realizzazione di riforme radicali della società e dell'economia, unitamente all'introduzione di misure di protezione sociale, il ristabilimento del diritto alla proprietà privata e il conseguimento di valori prettamente europei.

### Manifestazioni e strutturazione di Alleanza Civica
Alleanza Civica puntava a raggiungere i propri obiettivi tramite l'organizzazione di manifestazioni, dimostrazioni e incontri pubblici. Il primo evento cui partecipò ebbe luogo per la celebrazione dei tre anni dalla ribellione anticomunista di Brașov, il 15 novembre 1990, che portò in piazza a Bucarest 500.000 persone.
Tra il 13 e il 15 dicembre 1990 fu celebrata presso l'Ateneo rumeno di Bucarest la prima conferenza nazionale di Alleanza Civica, che elesse le proprie strutture dirigenti. Fu stabilita la creazione di due organi, un Consiglio direttivo (Consiliul director) composto da 27 membri, e un Comitato di coordinamento (Comitetul de coordonare) formato da 11 membri provenienti dal Consiglio. La presidenza, che sarebbe stata rivestita a rotazione da ogni membro del Comitato, fu assegnata a Marian Munteanu, già presidente della Lega degli studenti dell'Università di Bucarest, in quel momento in sciopero della fame in seguito alla sua liberazione dal carcere di Jilava, nel quale era stato rinchiuso in conseguenza dei disordini della mineriada del giugno 1990.
La conferenza deliberò anche l'approvazione dei 25 punti di un nuovo documento programmatico, la Carta di Alleanza Civica (Carta Alianței Civice), e lanciò un appello a tutte le forze politico-sociali al fine di risolvere la crisi in atto nel paese, reclamando elezioni anticipate e la nascita di un governo di solidarietà nazionale.
Il 18 dicembre una delegazione di sei dirigenti di Alleanza Civica incontrò il presidente della repubblica Ion Iliescu, mentre il 21 dicembre 1990 l'associazione organizzò in Piazza Università una grande marcia di commemorazione per le vittime della rivoluzione dell'anno precedente.
I rapporti con le istituzioni, quasi interamente in mano al FSN, furono segnati da costanti conflitti. Iliescu e il partito di maggioranza bollarono ripetutamente di estremismo gli scioperi e gli eventi organizzati da Alleanza Civica.
Marian Munteanu rimase alla guida dell'associazione solamente per un mese per via di attriti con i membri del Consiglio direttivo, dominato da esponenti del GDS di Mihai Șora, e lasciò Alleanza Civica. Nel febbraio 1991 quest'ultimo assunse il ruolo di presidente, che nell'aprile dello stesso anno fu assegnato a Ioan Mănucu.

### Separazione del Partito Alleanza Civica e fondazione della CDR

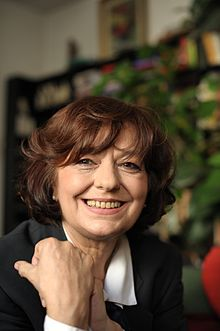
Ana Blandiana, a più riprese presidente di Alleanza Civica.

Nella primavera del 1991 parte dei militanti iniziò a discutere sulla possibilità di costituire un partito che avrebbe agito al fianco dell'ONG e che avrebbe rafforzato il ruolo dell'opposizione al governo FSN, proponendosi di realizzarne gli obiettivi sul piano politico. Il I congresso di Sibiu del 5-7 luglio 1991 decretò da una parte la nascita del Partito Alleanza Civica (PAC) e, dall'altra, la nomina alla presidenza di Ana Blandiana. Solamente il 18% degli iscritti, tuttavia, aderì al nuovo PAC di Nicolae Manolescu, mentre la maggioranza, tra i quali i nuovi vicepresidenti Emil Constantinescu, Petre Mihai Băcanu e Mircea Diaconu e il segretario Valerian Stan, rimasero membri esclusivamente dell'ONG. Altri militanti decisero di dimettersi in segno di protesta per la fondazione di un partito con lo stesso nome.
Nello stesso mese di luglio 1991 vide la luce anche la rivista Alianța Civică, che rimase attiva fino all'estate 1992, quando fu sostituita da Agenda Alianței Civice.
Nel novembre 1991 l'attivista Doina Cornea annunciò a Cluj-Napoca la nascita del Forum Democratico Antitotalitarista di Romania (Forum Democratic Antitotalitar din România), piattaforma che raggruppava numerose associazioni civiche, politiche, studentesche e sindacali, tra le quali Alleanza Civica. Il Forum fu una delle componenti che nel novembre 1991 diedero vita alla Convenzione Democratica Romena (CDR), coalizione politica guidata dal leader del PNȚCD Corneliu Coposu che mirava a sovvertire l'egemonia politico-istituzionale del FSN. Alle elezioni locali del febbraio 1992 la CDR fu il secondo gruppo politico del paese alle spalle del FSN.
Nonostante la coabitazione con il PAC all'interno della coalizione, vi furono diversi conflitti con Manolescu. Nel gennaio 1992, infatti, il PAC propose unilateralmente il nome del proprio leader come candidato alla presidenza della repubblica per le elezioni dell'autunno 1992, mentre AC sosteneva la candidatura di Emil Constantinescu, vicepresidente dell'ONG e rettore dell'Università di Bucarest. La scelta del nome per la presidenza fu fonte di una crisi nei rapporti fra le due parti, che si acuì nel corso dell'anno. Il 27 giugno 1992, infine, il collegio della CDR indicò Constantinescu come candidato alla presidenza della repubblica. La sconfitta di questi contro Iliescu al ballottaggio dell'11 ottobre, però, contribuì ad alimentare lo scontro tra le componenti della coalizione. Il PAC ottenne le dimissioni da presidente della CDR di Coposu, sostituito da Constantinescu, che rinunciò al ruolo di vicepresidente di Alleanza Civica su veto del partito di Manolescu.
Il 19 dicembre 1992 si tenne il II congresso di Alleanza Civica, che elesse alla presidenza Gabriel Andreescu. Nel corso dei lavori fu lanciata l'idea dell'applicazione di una sanzione per i responsabili della rottura tra Alleanza Civica e PAC dell'anno precedente, mentre fu avviata una mozione per spingere il PAC a cambiare nome per evitare confusione fra l'elettorato. La proposta, tuttavia, fu ignorata dai dirigenti del partito politico.

### Sostegno alla Convenzione Democratica Romena
Sul piano politico Alleanza Civica fece costanti appelli all'unità della coalizione, che rischiava di spaccarsi a causa dei malumori di molti partiti che ne facevano parte. Sul piano dell'attivismo civico e culturale l'associazione continuò ad organizzare incontri e manifestazioni, come quella del 1º dicembre 1993, che celebrava l'anniversario dei 75 anni dalla Grande unione.
Nel gennaio 1993 Alleanza Civica ottenne dal segretario generale del Consiglio d'Europa Catherine Lalumière l'approvazione per la costruzione di un museo memoriale contro gli estremismi politici all'interno dei locali dell'ex prigione comunista di Sighet, che fu inaugurato nel giugno 1997. Mentre il sito entrò a far parte della rete dei musei promossi dal Consiglio d'Europa, la sua gestione fu assunta dalla Fondazione Accademia Civica (Fundația Academia Civică), nata nel 1994 e presieduta da Ana Blandiana.
L'11 dicembre 1993 il III congresso di AC tenutosi ad Alba Iulia ebbe al centro dei dibattiti la riorganizzazione delle sue filiali locali e una più generale ristrutturazione della CDR. Allo stesso tempo fu reintrodotta la presidenza a rotazione che, successivamente, fu assunta per periodi di 6 mesi da Ana Blandiana (due volte), Petre Mihai Băcanu, Nicolae Prelipceanu e Valerian Stan.
Nel 1995 la sede centrale dell'associazione fu trasferita in Piața Amzei a Bucarest.
Tra il 24 e il 25 febbraio 1996 si tenne il IV congresso, riunitosi per discutere la strategia in vista delle imminenti tornate elettorali di quell'anno. Mentre Băcanu fu eletto presidente, fino al nuovo congresso del 1997 la presidenza fu assunta a rotazione da Băcanu e dai vicepresidenti Ana Blandiana, Romulus Rusan, Valerian Stan, Nicolae Prelipceanu, Gheorghe Ceaușescu e Dorana Coșoveanu.
AC si impegnò attivamente nell'organizzazione della campagna elettorale della CDR. Per il titolo di sindaco di Bucarest sostenne apertamente la figura di Victor Ciorbea, sindacalista e membro del Comitato di coordinamento di AC. Alle elezioni locali dell'estate 1996 la CDR conquistò la guida della maggior parte dei grandi centri urbani del paese, compreso il municipio di Bucarest. Dopo il successo alle amministrative fu avviata, quindi, la preparazione per le parlamentari e le presidenziali del mese di novembre. Mentre Constantinescu ripresentò la propria candidatura, AC propose alla CDR l'adozione di un programma per la riforma della classe politica e della pubblica amministrazione che avrebbe introdotto l'applicazione di criteri morali nella valutazione dei funzionari e dei politici. Le elezioni generali furono un successo. Mentre Constantinescu fu eletto nuovo presidente della Romania, la CDR riuscì a costituire una maggioranza di governo in coalizione con il Partito Democratico (PD) di Petre Roman e l'Unione Democratica Magiara di Romania. Insediatosi il nuovo esecutivo presieduto da Victor Ciorbea, Alleanza Civica decise di riorientare la parte principale delle proprie attività verso l'impegno civico e l'organizzazione di incontri pubblici e mettere in secondo piano la partecipazione alla vita politica.
Il 1º marzo 1997 il Consiglio direttivo di AC avviò un dibattito interno sulla possibilità di lasciare la CDR, poiché era stato compiuto l'obiettivo a breve termine di riunire le forze democratiche e anticomuniste presenti in Romania e portarle al governo. Alcuni problemi interni alla coalizione, però, allungarono i tempi della scelta. Con il passare dei mesi la CDR si rivelò disfunzionale per l'inesistenza di strutture di comunicazione e di un organo decisionale interni. Tutte le disposizioni, infatti, venivano discusse solamente a livello centrale tra la dirigenza della CDR e i partner di governo, ignorando le voci delle componenti interne e minori della CDR, nonché delle organizzazioni non governative e senza rappresentanza politica.

### Rottura con la CDR

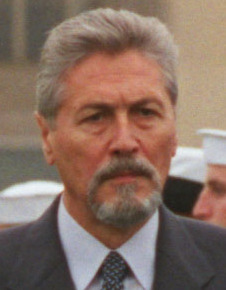
Emil Constantinescu nel 1998.

Il V congresso del 29-30 novembre 1997 stabilì che AC sarebbe rimasta membro della CDR solo a condizione della sua completa riorganizzazione. A tale scopo AC inviò alla dirigenza della CDR raccomandazioni per la completa revisione delle sue strutture di comunicazione a livello nazionale e locale, ma non ottenne seguito. Il congresso, contestualmente, rinunciò alla presidenza rotativa, mentre introdusse la figura del presidente esecutivo, carica assegnata a Valerian Stan, già vicepresidente di AC ed ex capo del corpo di controllo del primo ministro Ciorbea. Ana Blandiana fu eletta alla presidenza.
Nel marzo 1998, nel pieno di una crisi di governo che vedeva il PD che minacciare il ritiro dalla coalizione nel caso Ciorbea non avesse rassegnato le proprie dimissioni, AC pubblicò un documento di sostegno al primo ministro, ritenuto vittima di scelte politiche che nascondevano fini elettorali e personalistici. Il 31 marzo 1998 Ciorbea rinunciò all'incarico su insistenza della coalizione di governo e della presidenza della repubblica, mentre AC criticò pubblicamente la CDR e Constantinescu, ritenuti colpevoli di aver ceduto a pressioni politiche che non avevano alcun legame con i principi e gli obiettivi della CDR e che deludevano le promesse fatte agli elettori nel 1996. AC recriminò apertamente e ripetutamente l'esistenza di un costante clima di ricatto politico nel quadro della coalizione, causato specialmente dalle iniziative del PD. Il 6 aprile, quindi, AC si autosospese dalla CDR non condividendone più la linea d'azione politica.
Il 18 luglio 1999 il Consiglio direttivo riunito a Tulcea adottò una risoluzione in cui si riteneva profondamente preoccupato dal progressivo sfaldamento della CDR e invitava tutte le sue forze a riunirsi per far valere la base e i propri principi costitutivi. Secondo Alleanza Civica, la CDR aveva ignorato i suoi appelli per l'introduzione di numerose iniziative legislative, tra le quali misure drastiche contro la corruzione e il conflitto d'interessi, lo statuto dei funzionari pubblici, una norma per l'accesso ai fascicoli della Securitate, una legge sul lustrismo, l'annullamento delle condanne politiche pronunciate durante la dittatura e il varo di una riforma elettorale con sistema di voto misto. In occasione del VI congresso del maggio 2000 Valerian Stan si dimise dal suo incarico, lamentando la palese ostilità di alcuni membri della dirigenza di CDR. Nel corso del congresso AC affermò ufficialmente che Constantinescu non era più disposto al dialogo.

### Dal 2000
Conclusesi la legislatura e l'esperienza di governo CDR, il clima politico del paese fu contraddistinto dalla ripresa del Partito della Democrazia Sociale di Romania (PDSR) di Iliescu e dall'emergere dell'ultranazionalista Partito Grande Romania (PRM) di Corneliu Vadim Tudor. Il rischio dell'avanzamento di istanze politiche estremiste preoccupò AC, che provò a promuovere la ricostituzione di una nuova coalizione di centro e centro-destra, facendo appello alle forze moderate. L'immagine pubblica dell'ONG, tuttavia, era influenzata dalle sue strette connessioni con la CDR, il cui calo di popolarità si ripercuoteva anche su AC. Mentre il fronte politico del centro-destra risultava frammentato, le iniziative di AC per invitare al dialogo le maggiori forze moderate (principalmente PNȚCD, PNL, UFD, ANCD) risultarono fallimentari.
Al primo turno delle elezioni presidenziali del 2000 i primi due candidati furono Ion Iliescu e Corneliu Vadim Tudor. Il 7 dicembre 2000, prima del turno di ballottaggio, Alleanza Civica organizzò un'ampia manifestazione, pregando l'elettorato di non votare per il rappresentante del PRM, a causa dei forti timori di vedere il paese ripiombare in una dittatura neocomunista. Ritenendolo l'opzione più moderata AC, quindi, finì per supportare Iliescu, che uscì vincitore.
Nel 2001 Ana Blandiana lasciò la presidenza a Șerban Rădulescu-Zoner per dedicarsi interamente alla gestione del museo memoriale di Sighet. Sotto la nuova presidenza l'ONG fu attiva esclusivamente nell'organizzazione di incontri, seminari e manifestazioni.
Alleanza Civica organizzò altri due congressi il 3 dicembre 2005 e il 5 novembre 2006, mentre Rădulescu ne fu presidente fino al 2007.

## Struttura e obiettivi
Al 2003 Alleanza Civica aveva filiali a Bucarest, in 36 distretti della Romania e all'estero.
In base allo statuto il Congresso, convocato a cadenze regolari, approva la strategia dell'organizzazione ed elegge i propri dirigenti. I delegati delle filiali locali e 27 membri eletti dal congresso costituiscono il Consiglio direttivo nazionale, che si riunisce ogni trimestre per l'analisi complessiva delle attività dell'associazione. L'organo esecutivo, nominato dal Consiglio direttivo, è il Comitato nazionale di coordinamento.
Secondo lo statuto gli obiettivi principali di Alleanza Civica sono:
- La promozione dei valori della società civile e dello stato di diritto
- La difesa dei diritti fondamentali dell'uomo
- L'instaurazione di un clima di tolleranza e di fiducia reciproca tra i cittadini, in modo particolare tra diverse etnie e religioni
- L'organizzazione di programmi di educazione civica
- Il sostegno per l'integrazione del paese alle strutture euro-atlantiche
- L'eliminazione della corruzione politica
- Il rafforzamento dei legami tra il paese e la Diaspora romena
- Il sostegno alle categorie svantaggiate

## Presidenti di Alleanza Civica
- Periodo di presidenza rotativa (1990-1991) tra Marian Munteanu, Mihai Șora e Ioan Mănucu
- Ana Blandiana (1991-1992)
- Gabriel Andreescu (1992-1993)
- Periodo di presidenza rotativa (1993-1996) tra Ana Blandiana, Petre Mihai Băcanu, Nicolae Prelipceanu e Valerian Stan
- Periodo di presidenza rotativa (1996-1997) tra Petre Mihai Băcanu, Ana Blandiana, Romulus Rusan, Valerian Stan, Nicolae Prelipceanu, Gheorghe Ceaușescu e Dorana Coșoveanu
- Ana Blandiana (1997-2001)
- Șerban Rădulescu-Zoner (2001-2007)